# Christoph Schönborn
Christoph Maria Michael Hugo Damian Peter Adalbert, O.P. (22 de gener de 1945) és un frare dominic i teòleg austríac, nascut a Bohèmia, que és Comte (Graf) de Schönborn, cardenal de l'Església Catòlica. Actualment serveix com a arquebisbe de Viena i President de la Conferència Episcopal Austríaca. Va ser elevat al Col·legi Cardenalici el 1998. És també capellà de l'orde del Toisó d'Or (branca austríaca), de la que és membre des del 1961. És membre de l'antigament sobirana Casa de Schönborn, diversos membres de la qual van ocupar alts càrrecs al Sacre Imperi Romanogermànic i a l'Església Catòlica.
Schönborn ha estat vist com un candidat al papat, perquè és conservador, encara que "reformador equilibrat" que és ben vist per totes les faccions de l'Església i destacat per les seves opinions tolerants, les seves habilitats diplomàtiques i la seva obertura al diàleg. En particular, és reconegut per la seva habilitat per fer de mitjancer entre les ales reformistes i conservadores de l'Església. Schönborn ha viatjat àmpliament i és ben conegut globalment a l'Església Catòlica per editar el Catecisme de l'Església Catòlica. Va ser alumne del Papa Benet XVI i un amic proper durant molt temps que ha estat anomenat per Benet fill espiritual. D'acord amb John L. Allen, Schönborn va estar entre els electors quan Benet va ser elegit Papa el 2005.
Nascut a Skalken (Bohèmia) i creat a Schruns, prop de la frontera suïssa, té avantpassats bohemis alemanys, txecs, austríacs, hongaresos, italians i irlandesos. Descendeix de diverses famílies preeminents de Bohèmia, així com de famílies reials com la Casa de Savoy-Carignano. Schönborn estudià a França, va ser professor durant diversos anys a Friburg (Suïssa), i parla set idiomes: el seu alemany nadiu i anglès, italià, castellà, francès, txec i llatí.

## Orígens familiars

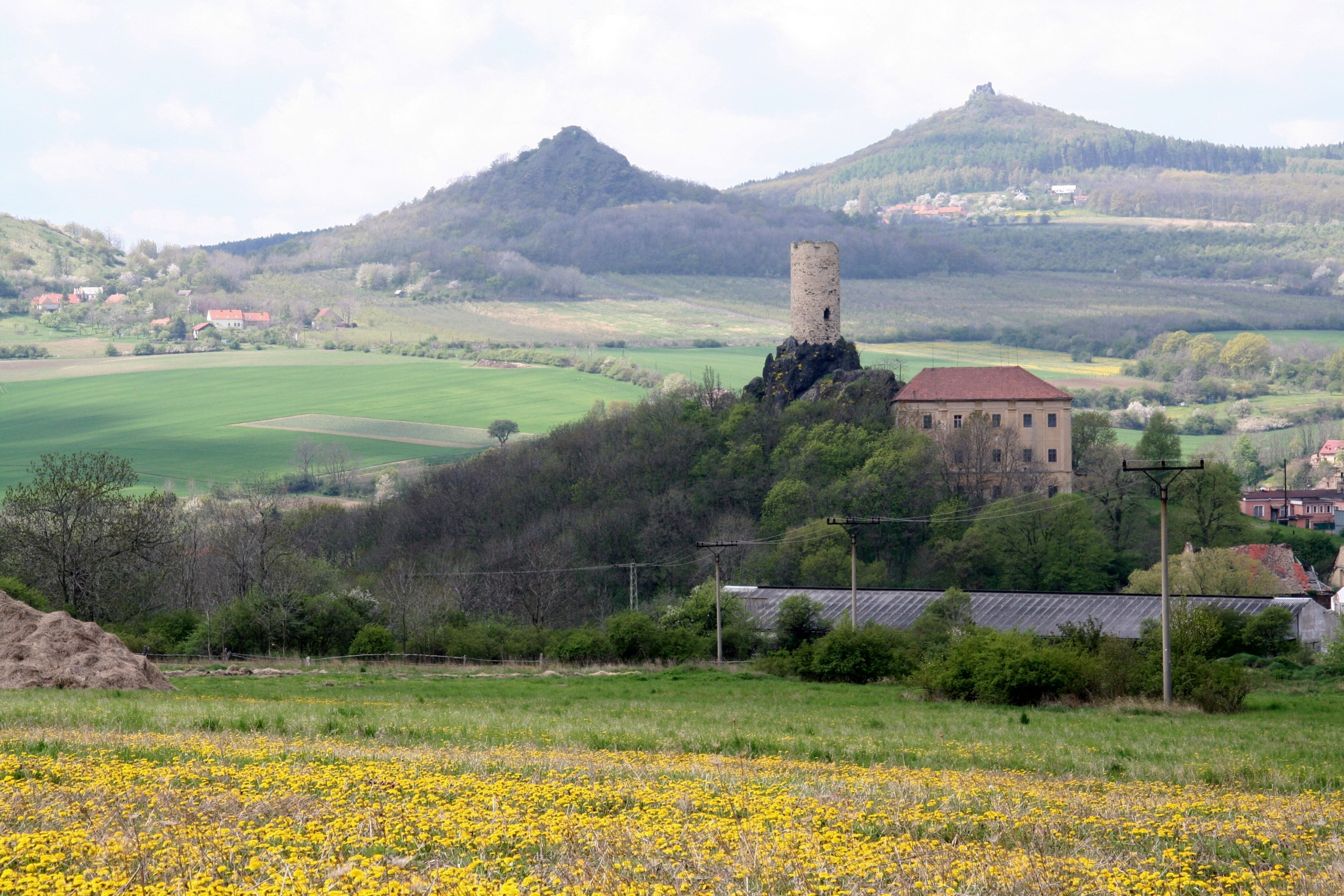
El castell de Skalka, on Schönborn va néixer, a l'actual Vlastislav

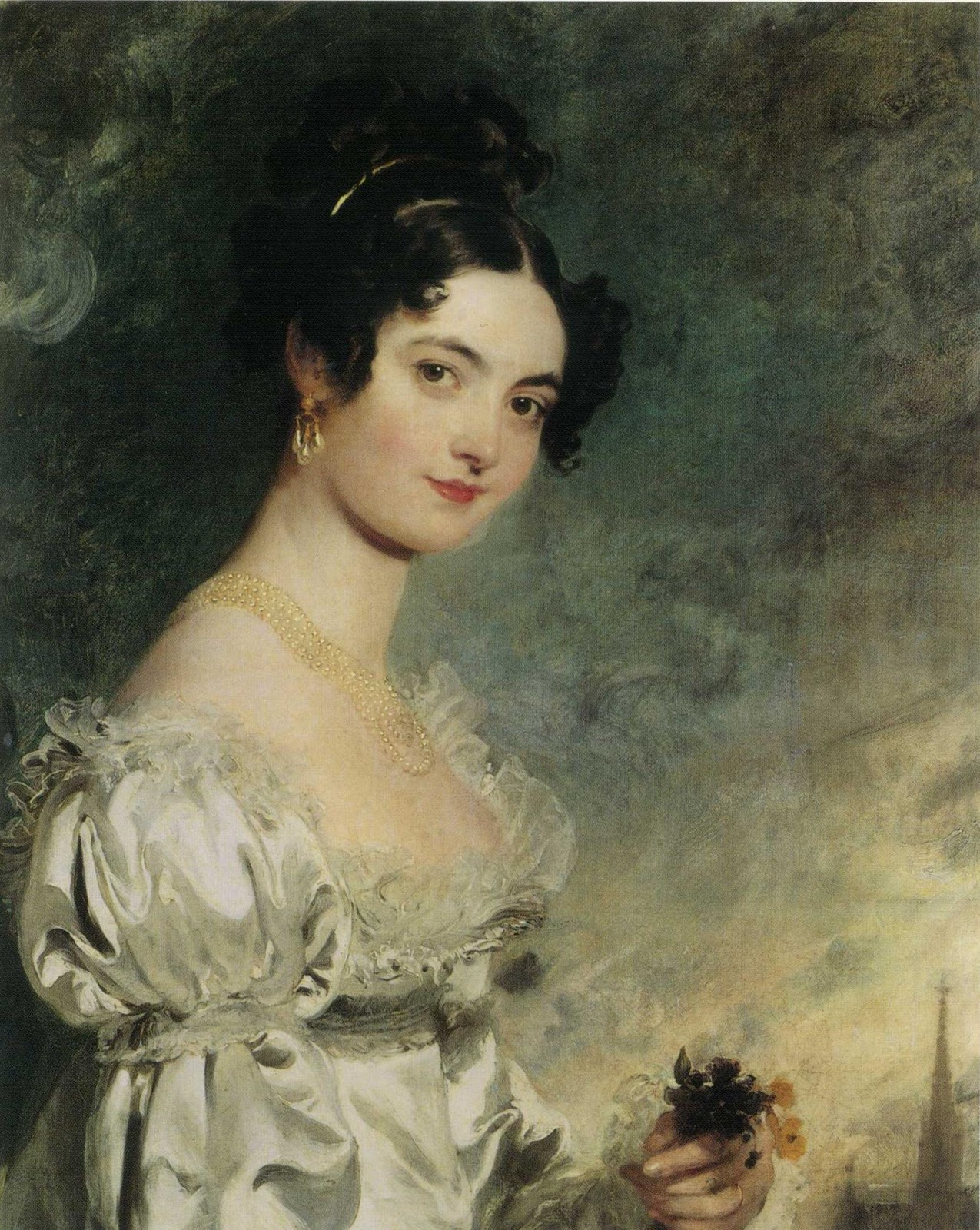
Lady Selina Meade (1797–1872), qui es casà amb comte de Clam-Martinic, pintada per Thomas Lawrence a Viena al 1819 (una avantpassada de Schönborn)

Schönborn va néixer al castell de Skalka, a l'oest de Litoměřice a Bohèmia (actualment part de la República Txeca), el segon fill de Hugo Damian Adalbert Josef Hubertus, Graf von Schönborn-Buchheim i de la Baronessa Eleonore Ottilie Hilda Maria von Doblhoff. És membre de la principesca Casa de Schönborn, els membres de la qual ostenten tractament d'Il·lustre Altesa. Descendeix de diverses de les principals famílies de Bohèmia i d'altres zones de l'Imperi dels Habsburg d'origen bohemi alemany, bohemi txec i austríac alemany, incloent els Lobkowicz, Chotek, Wurmbrand-Stuppach, Kolowrat-Krakowski, Schwarzenberg, Thun und Hohenstein i Clam-Martinic (z Martinicz, (se suposa descendent de la família Vršovci i, finalment, de la Dinastia Přemyslid per línia masculina). També descendeix de famílies hongareses com els Széchenyi i els Batthyány, o de cases reials com els Savoia-Carignano i Hohenzollern-Hechingen. Els comtes de Schönborn esdevingueren senyors del senyoriu de Skalken a Bohèmia el 1796 i en van ser propietaris fins a una reforma territorial el 1923. la família Schönborn va continuar vivint al castell fins al 1945. La família parla alemany com a primera llengua i txec com a segona (a Skalken la meitat de la població són germanoparlants nadius, i l'altra meitat són de parla txeca; i la majoria parlen ambdues llengües). Durant la guerra, el seu pare Hugo Damian va participar en la resistència antinazi.
Després de la retirada alemanya de Txecoslovàquia al final de la segona Guerra Mundial, la població de parla alemanya de Bohèmia (especialment la noblesa) va ser perseguida pels nous mandataris, primer pel govern nacionalista de postguerra d'Edvard Beneš i després del nou règim estalinista; i la família va fugir a Àustria quan Christoph Schönborn era petit. Els seus pares es van divorciar el 1959. Té dos germans i una germana (el seu germà Michael és actor). Diversos membres de la família Schönborn van ocupar alts càrrecs a l'Església Catòlica i al Sacre Imperi des del segle xvii, incloent diversos príncep bisbes, cardenals i prínceps electors eclesiàstics. El seu nom de naixement és Christoph (Maria Michael Hugo Damian Peter Adalbert) Graf von Schönborn, al nom sota el qual és habitualment citat, tot i que el nom amb què el registraren les autoritats austríaques és "Christoph Schönborn". Es crià a Schruns, a l'Àustria Occidental, prop de la frontera amb el cantó suís de Graubünden. Malgrat tot, ell considera que Bohèmia és la seva llar. Part de la seva família viu a França
Schönborn també descendeix dels astrònoms Joseph Johann von Littrow i Karl L. Littrow, i de la pionera feminista Auguste von Littrow. També té una rebesàvia angloirlandesa, Lady Selina Meade (1797–1872), filla de Richard Meade, 2n Comte de Clanwilliam (1766–1805), qui es casà amb el comte de Clam-Martinic. Christoph Schönborn és també rebesnet de la neboda (Marie Chotek) de Sophie, Duquessa de Hohenberg. També descendeix de la branca bohèmia de la família Colonna, una família papal medieval. Descendeix de la Princesa Gabrielle de Savoia-Carignano (1748–1828), germana de Luigi Vittorio, Príncep de Carignano i membre de la família que el 1861 esdevingué la família reial italiana.
En criar-se a Vorarlberg, Schönborn parla el dialecte local, així com l'alemany suís, a més de l'alemany estàndard. A més del seu alemany nadiu, Schönborn parla de manera fluida el francès (va viure diversos anys a França i a la Suïssa francòfona, i parla francès a un nivell gairebé nadiu) i l'italià, i domina l'anglès, el castellà i el llatí, a més del txec.

## Inicis de la carrera eclesiàstica
Al setembre de 1945, la seva família va veure's obligada a fugir de Bohèmia. Schönborn va fer el seu examen de maduresa el 1963 i ingressà a l'orde de Predicadors. Estudià teologia a París i filosofia i psicologia a Bornheim-Walberberg i a Viena. Schönborn també assistí a l'Institut Catòlic de París per a augmentar els estudis teològics, abans d'estudiar cristianisme eslau i romà d'Orient a la Sorbonne.
Schönborn va ser ordenal al presbiterat pel cardenal Franz König el 27 de desembre de 1970. Schönborn obtingué la llicenciatura en teologia sagrada el 1971, estudiant posteriorment a Regensburg sota Joseph Ratzinger (posteriorment el Papa Benet XVI). Posteriorment completà el doctorat en Teologia a París. El 1975 va fer de professor de Dogmàtica a la Universitat de Fribourg. El 1980, esdevingué membre de la Comissió Teològica Internacional de la Santa Seu, i el 1987 esdevingué secretari editorial pel Catecisme de l'Església Catòlica. El 1991 va ser escollit per esdevenir bisbe auxiliar de Viena.

## Arquebisbe de Viena
Schönborn va ser nomenat arquebisbe coadjutor de Viena l'11 d'abril de 1995, ascendint a la seu de Viena el 14 de setembre de 1995. Va ser creat cardenal prevere de Gesù Divin Lavoratore pel Papa Joan Pau II al consistori del 21 de febrer de 1988. Considerat entre els papables després de la mort de Joan Pau, el cardenal Schönborn va ser un dels cardenals electors que van participar en el conclave de 2005 que escollí el Papa Benet XVI; i al del 2013 que trià el Papa Francesc. El cardenal Schönborn segueix sent elegible per votar en qualsevol conclave futur que tingui lloc abans que tingui 80 anys, el 22 de gener de 2025.
Schönborn serveix com a membre de les congregacions per a la Doctrina de la Fe, per a les Esglésies Orientals i per a l'Educació Catòlica; a més dels Consells Pontificis per a la Cultura i per a l'Herència Cultural de l'Església. El 5 de gener de 2011 va ser nomenat entre els primers membres del nou Consell Pontifici per a la Promoció de la Nova Evangelització. El dissabte 30 de novembre de 2013 el Papa Francesc confirmà el cardenal Schönborn com a membre de l'Educació Catòlica.

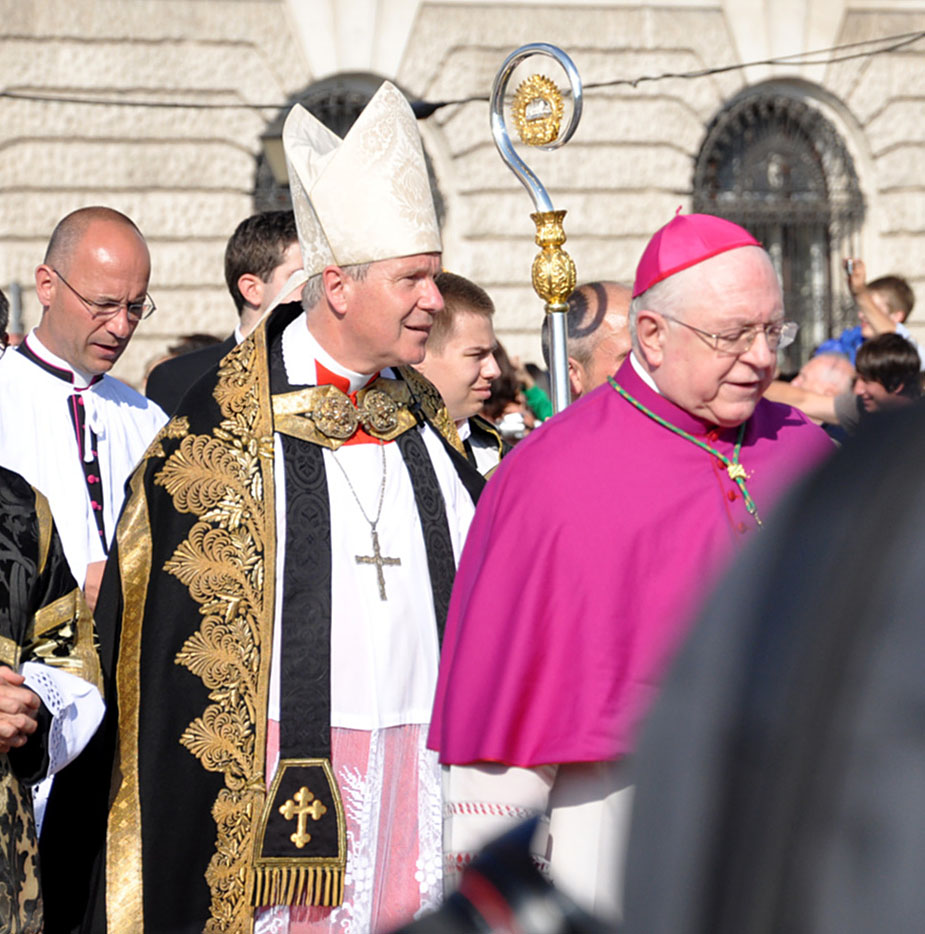
El cardenal Schörnborn (amb bàcul caminant a la processó fúnebre d'Otto von Habsburg (l'altre bisbe és Peter Zurbriggen.

El cardenal Schönborn també serveix com a capellà de la branca austríaca de l'orde del Toisó d'Or. El seu lema episcopal és «Vos autem dixi amicos» (Us he anomenat amics), de Jo 15:15
Actuant com a representant personal del Papa Benet XVI, a més de per la seva pròpia capacitat com a arquebisbe, Schönborn presidí el funeral d'Otto von Habsburg, antic príncep hereu d'Àustria-Hongria a la catedral de Sant Esteve, el 16 de juliol de 2011.
El dimarts 18 de setembre de 2012, Schönborn va ser nomenat pel Papa Benet XVI com a Pare Sinodal per a la 13a Assemblea General Ordinària del Sínode de Bisbes sobre la Nova Evangelització, que se celebrà a l'octubre de 2012.
Schönborn va ser l'oficial de màxim rang de l'Església Catòlica que visità l'Iran després de la Guerra Iran-Iraq de 1980-88.
Scönborn ha estat descrit com un competent director de crisis. Té una relació propera amb el Papa Benet XVI, a qui coneix des de fa dècades, i ha estat senyalat com el «fill espiritual» de Benet.

## Resposta a l'escàndol d'abusos sexuals
Al maig de 2010, Schönborn va afirmar a l'agència de premsa catòlica austríaca Kathpress «els dies d'amagar-ho s'han acabat. Durant molt de temps el principi de perdó de l'Església va ser falsament interpretat i va ser en favor d'aquells que eren responsables i no pas de les víctimes», mentre que lloava el Papa Benet XVI per haver pressionat sobre les investigacions sobre abusos sexuals quan era cardenal. Schönborn va guanyar un gran reconeixement per com va fer front l'escàndol d'abusos al voltant de l'antic arquebisbe de Viena Hans Hermann Groër, que va ser retirat del càrrec el 1995. El 1998, Schönborn públicament confirmà que creia en les acusacions contra Groër. El 2010 explicà que el futur Papa Benet havia pressionat durant molt de temps per a una investigació completa del cas, però es trobà resistència al Vaticà en aquells moments. Un grup de víctimes d'abusos sexuals el citaren com un dels dos cardenals que veien com a bons candidats al papat el 2013.

## Controvèrsia de Gerhard Wagner
El gener de 2009, Gerhard Maria Wagner va ser nomenat pel Vaticà, sense sotmetre-ho a consultes amb la Conferència Episcopal Austríaca, com a bisbe auxiliar de Linz. Wagner era conegut per les seves opinions altament conservadores, en particular per culpar l'huracà Katrina als pecats dels homosexuals i aborcionistes de Nova Orleans. El nomenament de Wagner generà àmplies protestes a Àustria i un boicot per part de molts preveres de la diòcesi de Linz. Schönborn ràpidament s'uní a les crítiques públiques pel nomenament. Schönborn va fer un viatge d'emergència a Roma i a mitjans de febrer de 2009 Wagner va ser convençut perquè renunciés al seu càrrec a Linz.

## Resposta al moviment de preveres dissidents
Com a Arquebisbe de Viena i cap de l'Església Catòlica a Àustria, Schönborn va fer front a una revolta oberta i molt publicitada d'un moviment de clergues dissidents austríacs, coneguts com la Iniciativa Pfarrer o Iniciativa dels Preveres. El grup, format el 2005 i comprès sobre un 10% del clergat austríac, ha advocat públicament per a diverses reformes religioses radicals, com l'ordenació de les dones, permetre el casament als preveres, permetre que els catòlics divorciats i als cristians no catòlics que rebin la comunió, i altres. El 2011 la Iniciatia Pfarrer va atraure una atenció considerable amb la publicació del manifest del grup anomenat Crida a la Desobediència. L'arquebisbe Schönborn es trobà amb els seguidors de la Iniciativa Pfarrer però, al juny de 2012, reafirmà públicament la posició oficial del Vaticà sobre les qüestions que senyalava el grup dissident i ordenà que els no preveres que expressessin suport a la Crida a la Desobediència" no se'ls permetés ocupar cap càrrec administratiu a l'Església Catòlica. Al setembre de 2012, Schönborn de nou es mostrà d'acord amb «el celibat sacerdotal, limitar l'ordenació sacerdotal als homes i preservar el matrimoni com un compromís de vida» i reiterà un avís al clergat dissident que podien fer front a serioses conseqüències si continuaven demanant la desobediència al Vaticà.

## L'entrevista de 2015
En una entrevista a La Civiltà Cattolica notà que els ministres de l'Església haurien de reconèixer què és bo on es trobi. Per exemple, afirmà, un matrimoni civil és millor que simplement viure junts, car significa que una parella ha fet un compromís formal, públic vers l'altre. «En comptes de parlar sobre tot el que es perd, podríem apropar-nos més a aquesta realitat, senyalant que és positiu en aquest amor que s'ha establert.» El cardenal Schönborn parlà a l'entrevista sobre un amic homosexual el qual, després de diverses relacions temporals, ara tenia una relació estable. «És important, afirmà. Comparteixen una vida, comparteixen joies i patiments, s'ajuden un a l'altre. S'ha de reconèixer que aquesta persona ha fet una passa important pel seu propi bé i el bé dels altres, fins i tot pensant que és una situació que l'Església no pot considerar com a "regular". «La negativa de l'Església a jutjar els actes homosexuals és necessària, afirmà, però l'Església no hauria de mirar primer el dormitori, sinó el menjador! Hem d'acompanyar la gent.» L'acompanyament pastoral «no pot transformar una situació irregular en una regular, però han d'existir camins per a la sanació, per a l'aprenentatge», per moure's graualment més a prop a una situació en complicitat amb el Magisteri de l'Església.

## Opinions
Schönborn ha estat descrit com a «conciliatori pragmàtic que està obert al diàleg» És membre del Comitè de Líders Religiosos de l'Institut Intereligiós Elijah. Afavoreix el diàleg entre el catolicisme i l'islam. Ha declarat que les diferències teològiques entre l'Església catòlica i les esglésies ortodoxes orientals poden ser resoltes, si les dues fes poden superar la càrrega de la història. El 1996, va dir a un programa de la televisió austríaca que algú que tingués la SIDA pogués fer servir un condó com un «mal menor», però ràpidament advertí que «ningú no pot afirmar que l'ús d'un condó és l'ideal en les relacions sexuals.» D'acord amb Eric Leitenberger, el portaveu de Schönborn, l'opinió del cardenal és que Wolfgang Amadeus Mozart era maçó, però que també era plenament catòlic. En una columna d'opinió apareguda al The New York Times el 7 de juliol de 2005 acceptava la possibilitat de l'evolució, però criticava certes teories neo-darwinistes com a incompatibles amb el magisteri catòlic:
| « | L'evolució en el sentit d'un antecessor comú pot ser veritat, però l'evolució en el sentit neodarwinista, un procés sense guia ni planificació de variació aleatòria i selecció natural no ho és. Qualsevol sistema de pensament que nega o rebutja explicar més enllà de les proves pel disseny en biologia és ideologia, no ciència. | » |

Aquesta declaració creà una gran controvèrsia, incloent la crítica pública de les opinions de Schönborn pel director de l'Observatori Vaticà, George Coyne qui assenyalà que el Papa Joan Pau II declarà que «l'evolució ja no és una mera hipòtesi» i pel físic catòlic Stephen Barr a la revista catòlica First Things, a la qual Schönborn al seu torn va respondre.

### El membre homosexual del consell pastoral
A l'abril de 2012, l'elecció d'un jove gai que vivia en parella registrada per a un consell pastoral a Viena va ser vetada pel sacerdot de la parròquia. Després de reunir-se amb la parella, Schönborn el va restablir. Més tard es va aconsellar en una homilia que els sacerdots han d'aplicar un enfocament pastoral que no és «ni rigorista ni laxa» en l'assessorament catòlics que «no viuen d'acord amb el pla mestre [de Déu]».

## Escut d'armes

Escut d'armes de Christoph Schönborn com a cardenal i arquebisbe. El camp superior sinistre són les armes familiars de la Casa de Schönborn.

L'escut d'armes de Schönborn, tant com a arquebisbe com a cardenal, inclou a sinistra les armes familiars de la Casa de Schönborn.

## Honors
Capellà i Cavaller de l'orde del Toisó d'Or (1961)
 Gran Condecoració d'Honor en Or amb Banda de l'Orde al Mèrit de la República Austríaca (2008)
 Gran Creu de Cavaller de l'Orde del Servei Fidel (Romania) (2005)
 Gran Creu de l'orde del Sant Sepulcre de Jerusalem (2005)
 Gran Creu d'Honor i Devoció del Sobirà Orde Militar de Malta (7 de febrer de 2006)
 Gran Creu de l'Orde al Mèrit de la República Hongaresa (2012)
 Cavaller de l'Orde Teutònic (27 de febrer de 2007)